# Saint-Sigismond (Alta Saboya)
Saint-Sigismond (literalmente «San Segismundo») es una comuna y localidad francesa situada en la región Ródano-Alpes, en el departamento de Alta Saboya, en el distrito de Bonneville.

## Demografía
| 214 | 220 | 185 | 207 | 319 | 587 |
| Para los censos de 1962 a 1999 la población legal corresponde a la población sin duplicidades (Fuente: INSEE [Consultar]) |     |     |     |     |     |

## Lista de alcaldes
- 2001-actualidad: Marie-Antoinette Metral (UMP)